# Belebtheitskategorie
Die Belebtheitskategorie (Belebtheit oder Unbelebtheit) ist eine Kategorie in den Grammatiken verschiedener Sprachen, z. B. der slawischen Sprachen. Dabei werden Substantive in eine Gruppe der belebten und eine der unbelebten eingeteilt. Im Wesentlichen bezieht sich dies darauf, ob das jeweilige Wort ein (lebendes oder totes) Lebewesen bezeichnet oder nicht.

## Die Belebtheitskategorie in den Sprachen der Welt
In vielen Sprachen der Welt zeigt sich der Unterschied in der Bezugnahme auf Belebtes und Unbelebtes am deutlichsten in der Wortklasse der Fragepronomen. Man vergleiche zuerst die Sprachen der indogermanischen Familie:
|                | animat | inanimat |
| -------------- | ------ | -------- |
| Isländisch     | hver   | hvað     |
| Norwegisch     | hvem   | hva      |
| Schwedisch     | vem    | vad      |
| Dänisch        | hvem   | hvad     |
| Englisch       | who    | what     |
| Niederländisch | wie    | wat      |
| Deutsch        | wer    | was      |

|               | animat | inanimat |
| ------------- | ------ | -------- |
| Latein        | quis   | quid     |
| Italienisch   | chi    | che      |
| Spanisch      | quién  | qué      |
| Portugiesisch | quem   | quê      |
| Französisch   | qui    | que/quoi |
| Rumänisch     | cine   | ce       |
| Schott.-Gäl.  | co     | de       |

|                             | animat | inanimat |
| --------------------------- | ------ | -------- |
| Tschechisch                 | kdo    | co       |
| Slowakisch                  | kto    | čo       |
| Polnisch                    | kto    | co       |
| Russisch                    | kto    | čto      |
| Slowenisch                  | kdo    | kaj      |
| Bosnisch/Kroatisch/Serbisch | ko/tko | što/šta  |
| Bulgarisch                  | koj    | kakvo    |

|               | animat | inanimat |
| ------------- | ------ | -------- |
| Neugriechisch | poiós  | ti       |
| Albanisch     | kush   | çfarë    |
| Persisch      | ki     | če       |
| Armenisch     | inč    | ow       |
| Hindi         | kauna  | kyā      |
| Bengalisch    | kē     | ki       |
| Romani        | kon    | so       |

Nur in wenigen indogermanischen Sprachen wird diese Unterscheidung nicht vorgenommen, so zum Beispiel in den baltischen Sprachen Lettisch und Litauisch, in denen das Pronomen sowohl für Animata wie auch für Inanimata kas lautet.
Auch in anderen Sprachen der Welt wird diese Unterscheidung meist vorgenommen:
|           | animat | inanimat |
| --------- | ------ | -------- |
| Finnisch  | kuka   | mitä     |
| Estnisch  | kes    | mida     |
| Ungarisch | ki     | mi       |
| Baskisch  | nor    | zer      |

|           | animat | inanimat |
| --------- | ------ | -------- |
| Arabisch  | man    | mā       |
| Hebräisch | mi     | ma       |
| Türkisch  | kim    | ne       |
| Swahili   | nani   | nini     |

|                | animat   | inanimat |
| -------------- | -------- | -------- |
| Japanisch      | dare     | nani     |
| Georgisch      | vin      | ra       |
| Grönländisch   | kiná     | suná     |
| Pitjantjatjara | ngananya | nyaa     |

### Im Englischen
In der englischen Sprache wird vor allem bei Personalpronomina nach den Kategorien belebt und unbelebt entschieden:
- Auf Substantive, die sich auf belebte Wesen, vor allem Personen, beziehen, wird mit den sexusanzeigenden Pronomina he und she verwiesen.
- Auf andere Substantive wird (bis auf wenige Ausnahmen) mit dem Pronomen it verwiesen.

### Im Deutschen
In der deutschen Sprache spielt Belebtheit nur eine untergeordnete Rolle. Es gibt jedoch im Bereich der Verwendung von Präpositionen gewisse Beschränkungen bei Substantiven, die Belebtes bezeichnen, und zwar kann bei diesen keine Ersetzung des Präpositionalausdrucks durch ein Pronominaladverb erfolgen. Beispiel:
- Er wartet auf ein Gewitter. – Er wartet darauf.
- Er wartet auf ein Kind. – Er wartet *darauf.

Im zweiten Beispiel ist die Pronominalisierung mit darauf nicht möglich, da das Substantiv Kind etwas Belebtes bezeichnet.

### In slawischen Sprachen
In allen slawischen Sprachen wird Belebtheit im Paradigma der Maskulina unterschieden:
- Wenn das direkte Objekt eines Satzes unbelebt ist, dann stimmt dessen Akkusativform mit der Nominativform überein.
- Wenn das direkte Objekt eines Satzes belebt ist, dann stimmt dessen Akkusativform mit der Genitivform überein.

Dieser Synkretismus gilt in den meisten slawischen Sprachen nur für die Kategorie Singular, im Russischen auch für die Kategorie Plural aller Genera.
Beispiel:
" Ich suche den Nachbarn.
- Polnisch: Szukam sąsiada.
- Russisch: Išču soseda.
- Serbokroatisch: Tražim susjeda.
- Slowakisch: Hľadám suseda.
- Slowenisch: Iščem soseda.
- Tschechisch: Hledám souseda.
- Ukrainisch: Šukaju susida.

Das Substantiv für „Nachbar“ endet in allen gezeigten Beispielen auf -a und zeigt damit dieselbe Form wie der Genitiv, obwohl das Verb für „suchen“ in den slawischen Sprachen ein Akkusativobjekt verlangt. Bezöge sich das direkte Objekt auf etwas Unbelebtes, so hätte der Akkusativ dieselbe Wortform wie der Nominativ.
Die Belebtheitskategorie in den slawischen Sprachen ist historisch durch einen Zusammenfall des Nominativ Singulars mit dem Akkusativ Singular im Späturslawischen bedingt, der durch den Jer-Schwund verursacht wurde. So wurde aus dem Satz synъ vidit otьecъ 'Der Vater sieht den Sohn' beispielsweise im Urtschechischen syn vidí otec. Dieser Satz sagt nicht eindeutig aus, wer wen sieht, zumal die Wortfolge in einer flektierenden Sprache nicht grammatikalisiert ist und er sowohl der Sohn sieht den Vater als auch den Sohn sieht der Vater bedeuten könnte. Die Doppeldeutigkeit wurde daher bei belebten Maskulina durch die Verwendung des Genitivs beseitigt: syn vidí otca. Bei unbelebten Objekten war das nicht notwendig, da Sätze wie otec staví dóm ('der Vater baut ein Haus') eindeutig sind.

#### Russisch
Die Einteilung der Substantive in belebte (russisch oduševlënnye) und unbelebte (neoduševlënnye) zeigt sich im Russischen im Deklinationsschema derart, dass bei den Belebten ggf. die Formen des Akkusativs mit denen des Genitivs zusammenfallen. Dies gilt
a) bei Substantiven maskulinen Geschlechts der 1. Deklination (Endung auf einen Konsonanten) in Singular und Plural.
Beispiel:
- Ona vstretila mal'čika.
- Ona vstretila mal'čikov.

b) bei Substantiven weiblichen und sächlichen Geschlechts nur im Plural.
Beispiel:
- Ja vižu studentok_. - gegenüber Singular: Ja vižu studentku.
- Ja vižu nasekomych. - ggü.: Ja vižu nasekomoe.
- Ja znaju ego dočerej. - ggü.: Ja vižu ego doč_.

c) bei Substantiven männlichen Geschlechts der 2. Deklination (Endung auf -a) nur im Plural.
Beispiel:
- Ja vstrečaju djadej. - ggü.: Ja vstrečaju djadju.
- Ja vstrečaju sirot_. - ggü.: Ja vstrečaju sirotu.

Bei Unbelebten fällt die Akkusativform mit der des Nominativ zusammen. Kollektiva wie z. B. Volk (russisch narod) oder (Menschen-)Menge (tolpa) gehören zur Gruppe der Unbelebten. Alle Wörter, die im Satz in Kongruenz zu dem betreffenden Substantiv stehen, verhalten sich ebenso.

#### Polnisch, Slowakisch, Tschechisch
Eine Besonderheit des Polnischen und ebenso des Slowakischen und Tschechischen ist, dass sich in der Umgangssprache die Klasse der belebten Substantive z. B. auf Kraftfahrzeuge und insbesondere die Namen von Automarken ausgeweitet hat.
Beispiel:
- Masz mercedesa? - statt standardsprachlich: Masz mercedes_? (polnisch)
- Máš mercedesa? - statt standardsprachlich: Máš mercedes_? (slowakisch, tschechisch)

Im Polnischen umfasst diese Ausweitung auch einige Nomen aus dem Bereich Pc und Internet (laptop - Mam laptopa, mail - Napisałem maila.)

### Tamil
Im Tamil, einer dravidischen Sprache, spielt die Belebtheitskategorie in bestimmten Zusammenhängen eine Rolle. So steht das direkte Objekt eine Satzes stets im Akkusativ, wenn es belebt ist. Ist das direkte Objekt dagegen unbelebt, kann es auch im Nominativ stehen, sofern das Wort unbestimmt ist. Vergleiche:
- குமார் ஒரு பையனைப் பார்த்தான்.
 Kumār oru paiyaṉai(p) pārttāṉ.
 „Kumar sah einen Jungen.“
- குமார் ஒரு பெட்டி / ஒரு பெட்டியை வாங்கினான்.
 Kumār oru peṭṭi / oru peṭṭiyai vāṅkiṉāṉ.
 „Kumar kaufte einen Koffer.“